# Friedrich Wilhelm von Reden (Berghauptmann)

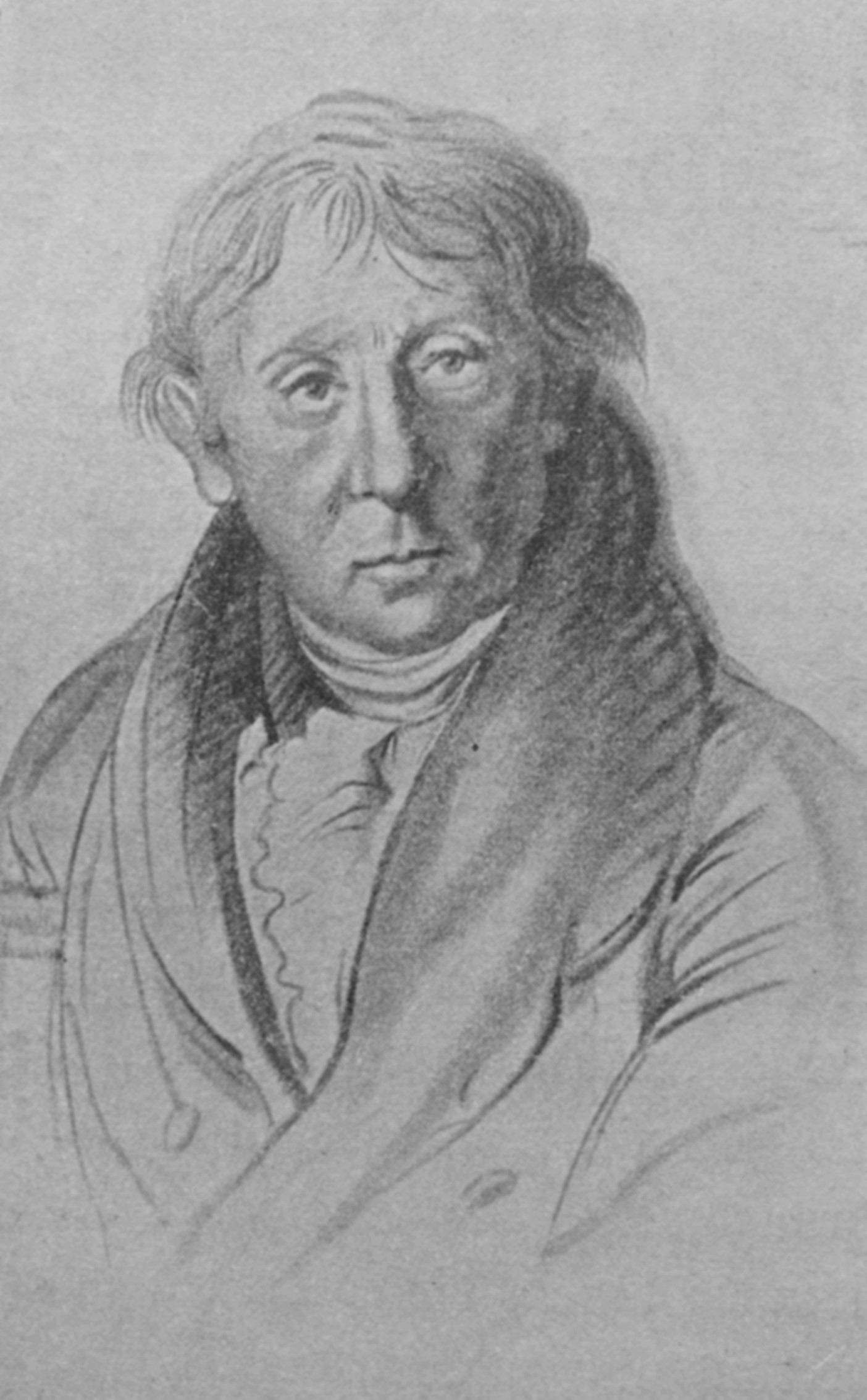
Friedrich Wilhelm von Reden

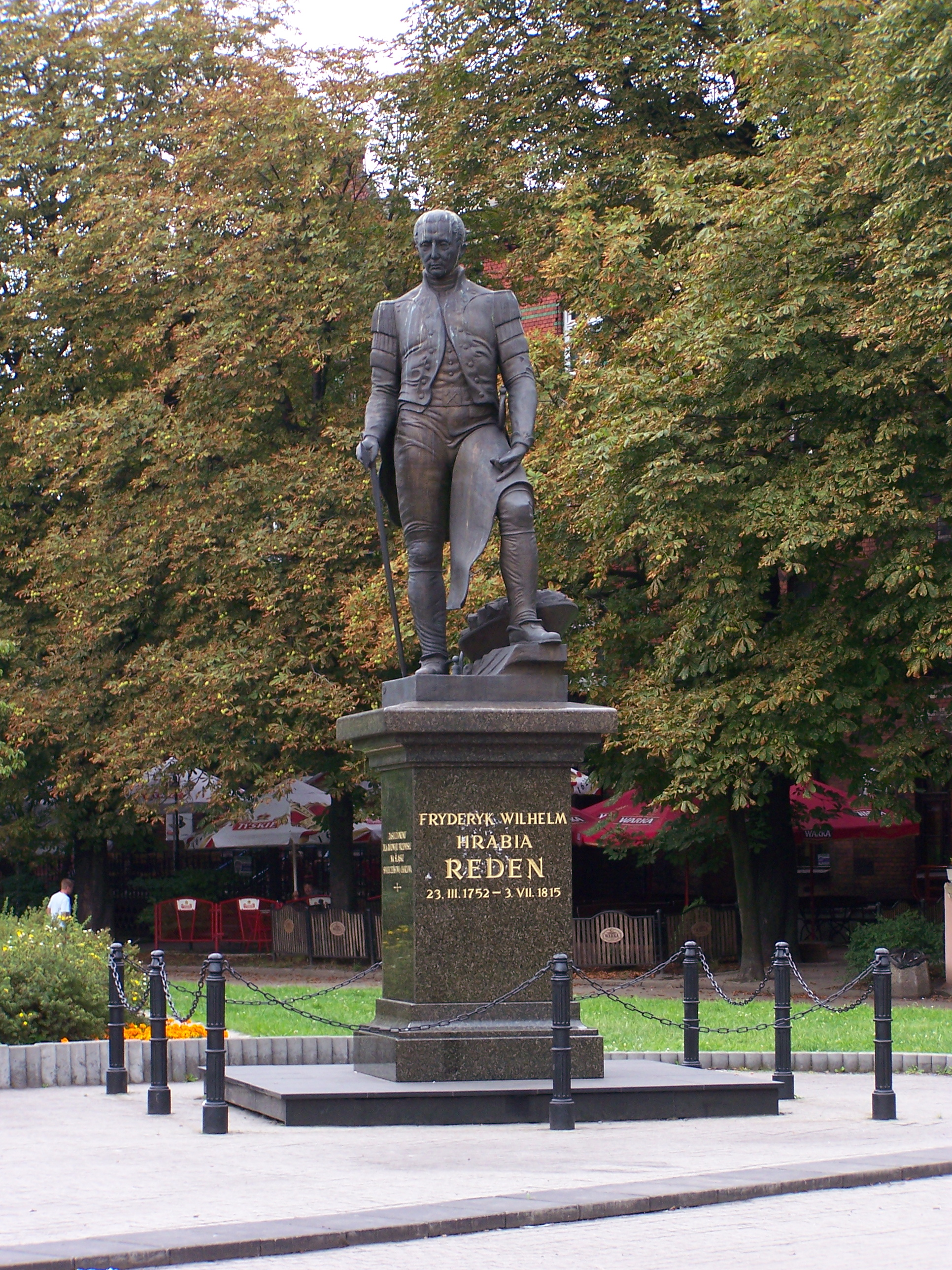
Graf-von-Reden-Denkmal in Chorzów (Königshütte O/S) von Augustyn Dyrda

Friedrich Wilhelm Graf von Reden (* 23. März 1752 in Hameln; † 3. Juli 1815 auf Schloss Buchwald, in Buchwald, Landkreis Hirschberg im Riesengebirge, Provinz Schlesien) war ein schlesischer Berghauptmann, ein preußischer Oberberghauptmann sowie Minister.

## Leben
Friedrich Wilhelm von Reden stammte aus der Adelsfamilie Reden, die dem Bergbau sehr verbunden war. Sein Vater war Johann Ernst Wilhelm von Reden (1727–1767), Erbherr auf Hameln und Bennigsen sowie königlich britischer und kurfürstlich Braunschweig-Lüneburgischer Hofrat. Seine Mutter war Sophie von Reden (1732–1754). Nach dem Tod seiner Mutter heiratete sein Vater 1758 Sophie von Kiepe († 1759), 1761 Sophie von Zerrsen.
Zwischen 1770 und 1773 studierte von Reden in Göttingen und Halle (Saale). Nach Ablegung der Staatsprüfungen als Verwaltungsbeamter reiste er durch Holland, England und Frankreich, um die dortigen Bergwerke und Hüttenanlagen kennenzulernen. An der Bergakademie Freiberg nahm er ein Studium der Mineralogie und Geologie bei Abraham Gottlob Werner auf.
1777 trat er in den hannoverschen Staatsdienst, wurde jedoch schon bald von seinem Onkel Friedrich Anton von Heynitz nach Berlin in dessen Bergwerksdepartement berufen. Als im Jahre 1779 das schlesische Oberbergamt von Reichenbach im Eulengebirge zurück nach Breslau verlegt wurde, übertrug ihm Heynitz kommissarisch dessen Leitung. 1795 wurde von Reden zum Berghauptmann ernannt.
Im Oktober 1786 erfolgte seine Ernennung zum Geheimen Oberfinanzrat und die Erhebung in den Grafenstand durch Friedrich Wilhelm II. anlässlich der Krönungsfeierlichkeiten des Monarchen. 1790 wurde er zum Mitglied (Fellow) der Royal Society of Edinburgh gewählt.

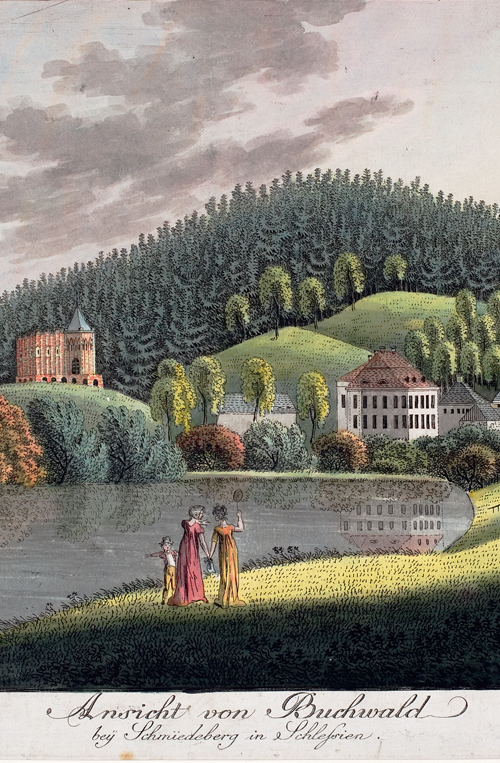
Schloss Buchwald, Niederschlesien

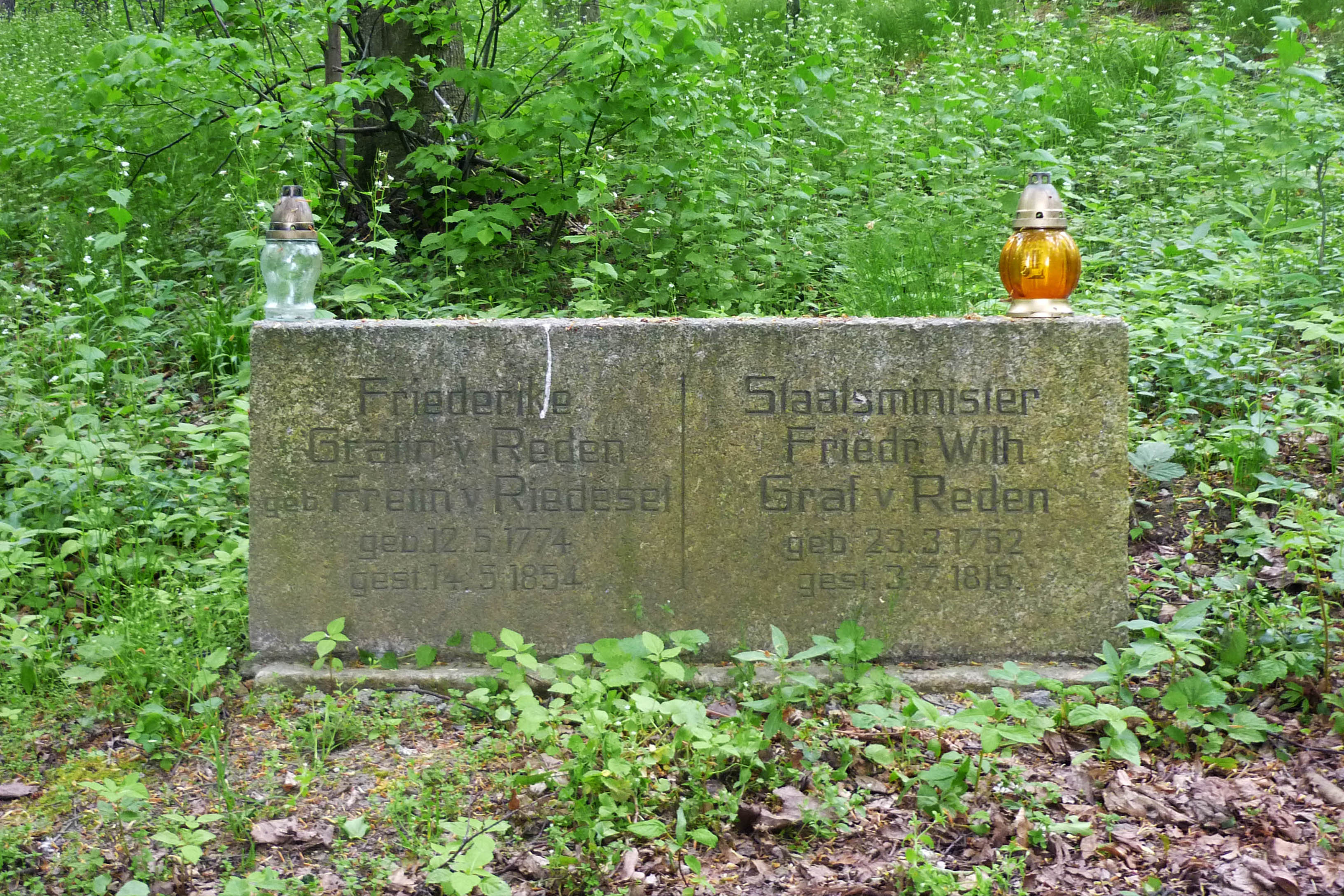
Grabsteine der Familie von Reden. Landschaftspark Buchwald.

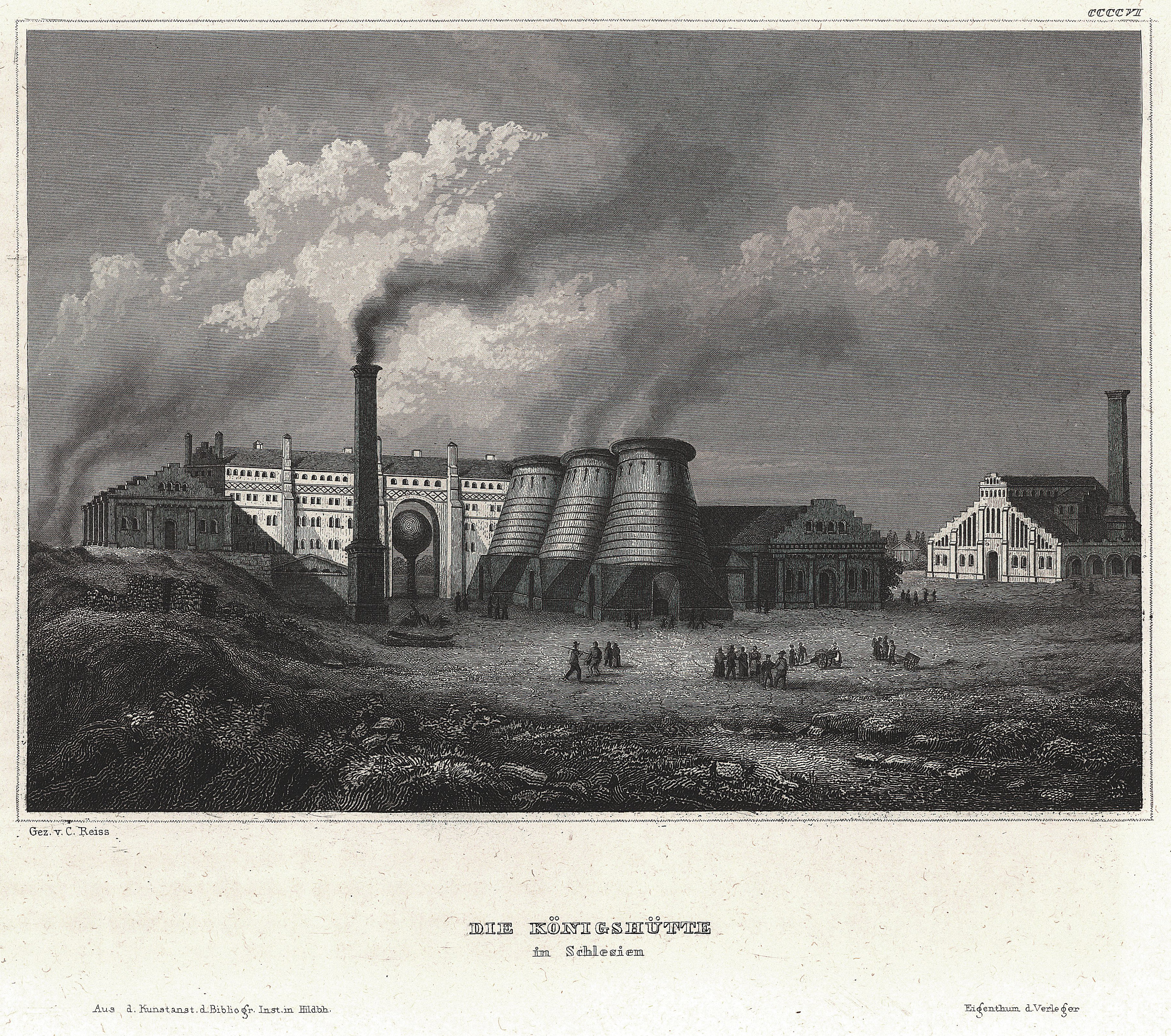
Die Königshütte in Schlesien, Stahlstich von 1842

Graf Reden setzte die Bemühungen von Heynitz, das Bergwerks- und Hüttenwesen zu reformieren und zu modernisieren, erfolgreich in Schlesien um. Unter seiner Leitung kam es in Oberschlesien zur Gründung neuer Eisenhütten wie der Friedrichshütte, Königshütte und der Gleiwitzer Hütte. Von Reden führte den Eisenkunstguss in Oberschlesien ein. Der Bergbau auf Erz und Steinkohle erreichte in Schlesien eine neue Blüte. Bei Tarnowitz entstand die Friedrichsgrube, im Steinkohlenrevier waren es die Zechen König und Königin Luise. Im oberschlesischen Bergbau wurde 1788 in Tarnowitz die erste Dampfmaschine eingeführt und 1789 auf den Hütten mit Versuchen zur Befeuerung der Hochöfen mit Koks begonnen. 1796 ging in Gleiwitz der erste Kokshochofen Europas in Betrieb.
Neben der Modernisierung der Betriebsanlagen leitete von Reden Maßnahmen zur Verbesserung der Verkehrswege durch den Bau von Straßen und Kanälen ein. 1788 wurde der Bau des Klodnitzkanals genehmigt, für dessen Planung von Reden eine Denkschrift erstellt hatte. Zur Ausbildung qualifizierter Steiger errichtete von Reden die Bergschule in Tarnowitz. 1802 wurde von Reden als Nachfolger seines Onkels zum preußischen Oberberghauptmann und Leiter des Berg- und Hüttendepartements in Berlin berufen. 1803 erfolgte seine Ernennung zum Finanzminister.
Nach der napoleonischen Besetzung Preußens wollte Minister von Reden die Plünderung der Bergwerke und Hütten durch die Franzosen dadurch verhindern, dass er im Amt blieb. Wegen des von von Reden am 9. November 1806 auf die französische Besatzungsmacht geleisteten Eides wurde er am 9. Juli 1807 von Friedrich Wilhelm III. aus seinem Ministeramt ohne Pensionsansprüche entlassen.
Reden verlebte seinen Lebensabend auf dem im Hirschberger Tal (Kotlina Jeleniogórska) gelegenen Gut Buchwald (Bukowiec), das er 1785 erworben hatte. Dort legte er gemeinsam mit seiner Frau einen bedeutenden Landschaftspark im Stil der Empfindsamkeit an, den zahlreiche berühmte Gäste besuchten.
1788 erwarb er in der Grafschaft Glatz aus dem aufgehobenen Glatzer Jesuitenkolleg die Dörfer in Werdeck, Niederschwedeldorf, Mügwitz und Altwilmsdorf sowie die Stiftsanteile in Eisersdorf und Altheide.
Er heiratete im Jahr 1802 in Trebschen Freiin Friederike (Fritze) Riedesel zu Eisenbach (1774–1854), Tochter des Generals Friedrich Adolf Riedesel (1738–1800) und dessen Ehefrau Friederike Charlotte Luise von Massow (1746–1808). Die Ehe blieb kinderlos. Kurz vor seinem Tode errichtete Graf von Reden die Buchwalder Bibelgesellschaft, die von seiner Frau später zu einem sozialen Hilfswerk ausgebaut wurde. Der Graf und später seine Gattin wurden in der sogenannten Abteiruine Buchwald, einem für die Familie im Landschaftsgarten des Schlosses errichteten Mausoleum, beigesetzt.
Gräfin Friederike spielte während ihrer fast 40-jährigen Witwenschaft eine bedeutende gesellschaftliche und sozial-karitative Rolle im Hirschberger Tal, das jeden Sommer auch von den Hohenzollern, ihren Verwandten sowie zahlreichen Fürstenhäusern besucht wurde, die dort Landsitze besaßen. Nach dem Tod von Friederike Gräfin von Reden 1854 erbte ihre Nichte Marie Karoline von Rotenhan geb. Riedesel (1809–1878) den Besitz Buchwald. Die Güter Niederschwedeldorf und Eisersdorf hatte Graf von Reden bereits 1815 an seine Schwester Wilhelmine vererbt, die mit Otto Friedrich Julius von Münchhausen (1754–1828) verheiratet war.

## Ehrungen
- Von Reden zu Ehren waren in Schlesien die Redenhütte in Zabrze und andere bergmännische Anlagen und Straßen benannt.
- Auf dem damaligen Redenberg in Königshütte wurde ihm ein Denkmal gesetzt. Das Bronze-Standbild von Redens in Bergmannsparadeuniform wurde von Theodor Kalide (1801–1863) entworfen und ausgeführt und 1853 eingeweiht. Nach dem Übergang Ostoberschlesiens an Polen 1922 wurde es kritisiert, seine Berechtigung infrage gestellt und 1939 schließlich beschädigt. Nach Restaurierung im Jahr 1940 erfolgte die Neuaufrichtung 1941. Infolge des Übergangs von Schlesien an Polen wurde es nach dem Zweiten Weltkrieg 1945 abgebrochen und eingeschmolzen (nur der Kopf ist erhalten). Erst im Jahr 2002 wurde eine Nachbildung von Kalides Bronzestatue auf dem Hüttenplatz aufgestellt, die August Dyrda ausführte.[5][6] 2002 wurde dort das von Reden-Denkmal erneut eingeweiht, jedoch nur mit polnischsprachiger Inschrift.
- Das saarländische Bergwerk Reden wurde nach ihm benannt.[7]
- Die Gesellschaft Deutscher Metallhütten- und Bergleute stiftete zum 25. Jubiläum der Technischen Hochschule Breslau 1935 als Auszeichnung für besonders gute Diplomarbeiten von Berg- und Hütteningenieuren die Reden-Plakette: sie wird seit 1948 durch die Gesellschaft für Bergbau, Metallurgie, Rohstoff- und Umwelttechnik e. V. vergeben.
- Stadtviertel Reden in Dąbrowa Górnicza